# Туризм в Ярославской области

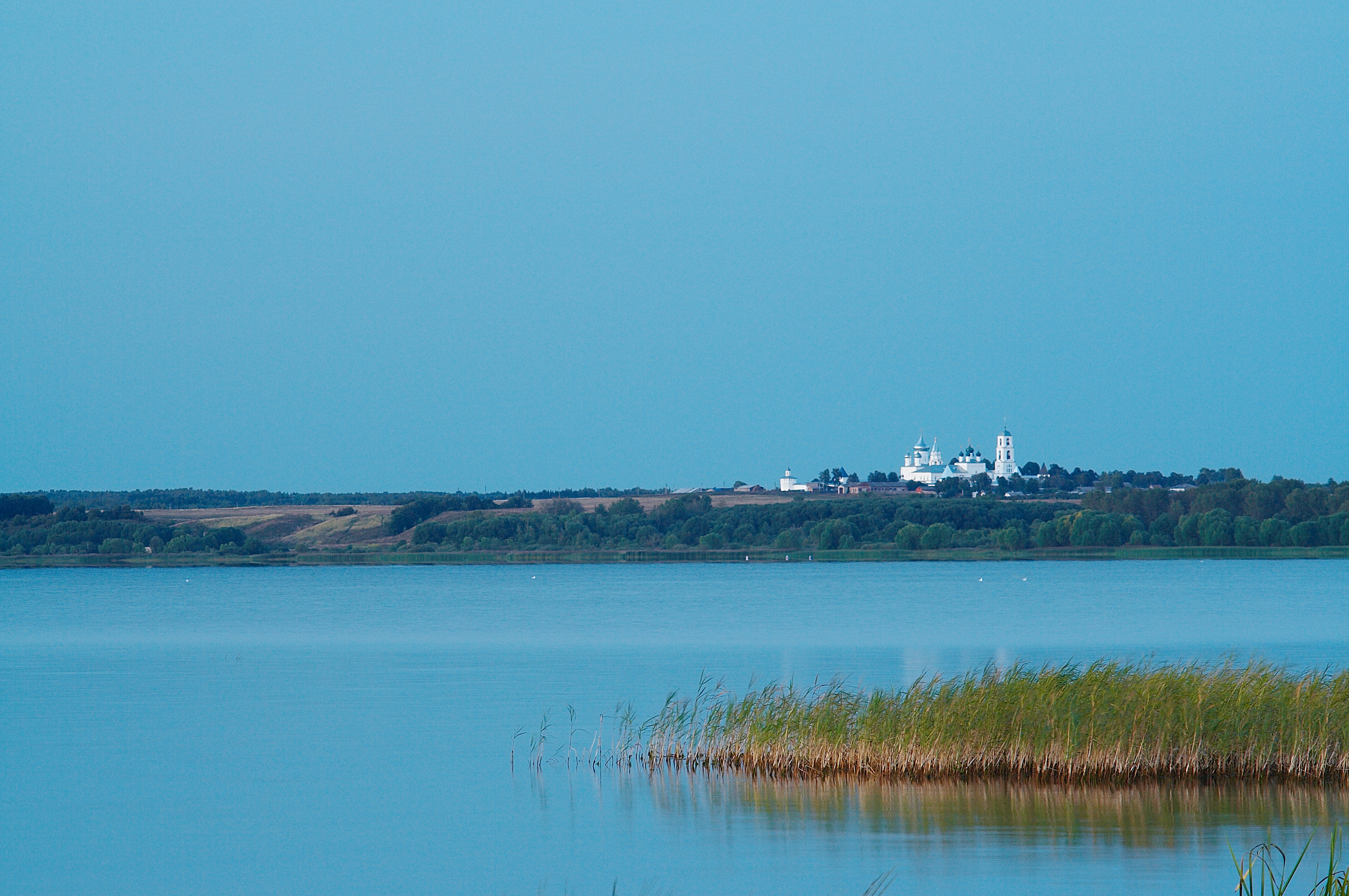
Вид на Никитский монастырь с Плещеева озера

Туризм в Ярославской области — одна из приоритетных и активно развивающихся сфер экономики Ярославской области. Представлена культурным туризмом (музейный, событийный, этнографический), растёт также деловой и конгресс-туризм. На подъёме образовательный, рекреационный, экологический, оздоровительный и школьный туризм. 
По оценке рейтингового агентства «Эксперт РА» область по туристическому потенциалу занимает 18-е место в РФ.
Три города Ярославщины входят в Золотое кольцо России — Ярославль, Ростов Великий и Переславль-Залесский. Исторический центр Ярославля является объектом Всемирного наследия ЮНЕСКО, в городе расположено порядка 800 охраняемых государством памятников архитектуры. Аэропорт Туношна имеет международный статус. В Ярославской области действует более 250 музеев. Крупнейшие из них были открыты еще в прошлом веке. Их собрания насчитывают более 800 тысяч единиц хранения.
Главное природное богатство области – река Волга, на которой расположены большинство из 214 исторически значимых поселений.  На территории области находится Переславский природно-исторический национальный парк и часть Дарвинского заповедника.
К самобытным музеям относятся «Музей Мыши» в Мышкине, «Музей истории русской водки» в Угличе, «Музей купечества» и Музей Царевны-лягушки в Ростове, Музей баклуши в поселке Семибратово.

## Праздники
- День памяти царевича (28 мая, Углич, детский праздник)
- Всероссийский Некрасовский праздник поэзии (первая суббота июля, Карабиха)
- Фестиваль хоровой и колокольной музыки «Преображение» (август, Ярославль)
- День купца (Рыбинск)
- Дни европейского культурного наследия (сентябрь) и зимний праздник «По щучьему веленью» (февраль) в Ростове
- Праздники мыши и валенок (июнь–июль, Мышкин)
- «Петровские ассамблеи» (июль, Переславль-Залесский)

## Спортивный туризм
Одним из направлений туризма стало участие приезжающих из других регионов в спортивных событиях (как например, марафоны) так и в качестве болельщиков. (См. Арена 2000)

## Промыслы
- Ярославская майолика
- Романовское кружево
- Ростовская финифть
- Некрасовская глиняная игрушка

## Статистика
В 2011 году область посетило около 1,8 млн. туристов, из них 740 тысяч с целью отдыха, 220 тысяч - иностранцы, большинство которых прибывают из Франции, Германии и США. В 2012 году количество туристов, посетивших регион, превысило 2 млн. человек. В области работают 84 гостиницы на 6500 мест, при этом Ярославль по показателю обеспеченности гостиничными номерами на тысячу жителей (5,77) превышает значения Москвы (2,5) и Петербурга (3,22).  В 2014 году область посетили 3,2 миллиона туристов, из них 264 тысячи иностранных туристов, большинство из которых составили жители Испании, США и Германии.